# Chorrillos
Le district péruvien de Chorrillos est un des 43 districts de la province de Lima, capitale du Pérou. 

## Situation
Il est peuplé de 270 081 habitants pour une superficie de 38,94 km². Il est limitrophe
- au nord du district de Barranco et du district de Santiago de Surco,
- à l’est aussi du district de Santiago de Surco
- au sud et à l’ouest du district de Villa El Salvador et l’Océan Pacifique.

Code postal : Lima 09

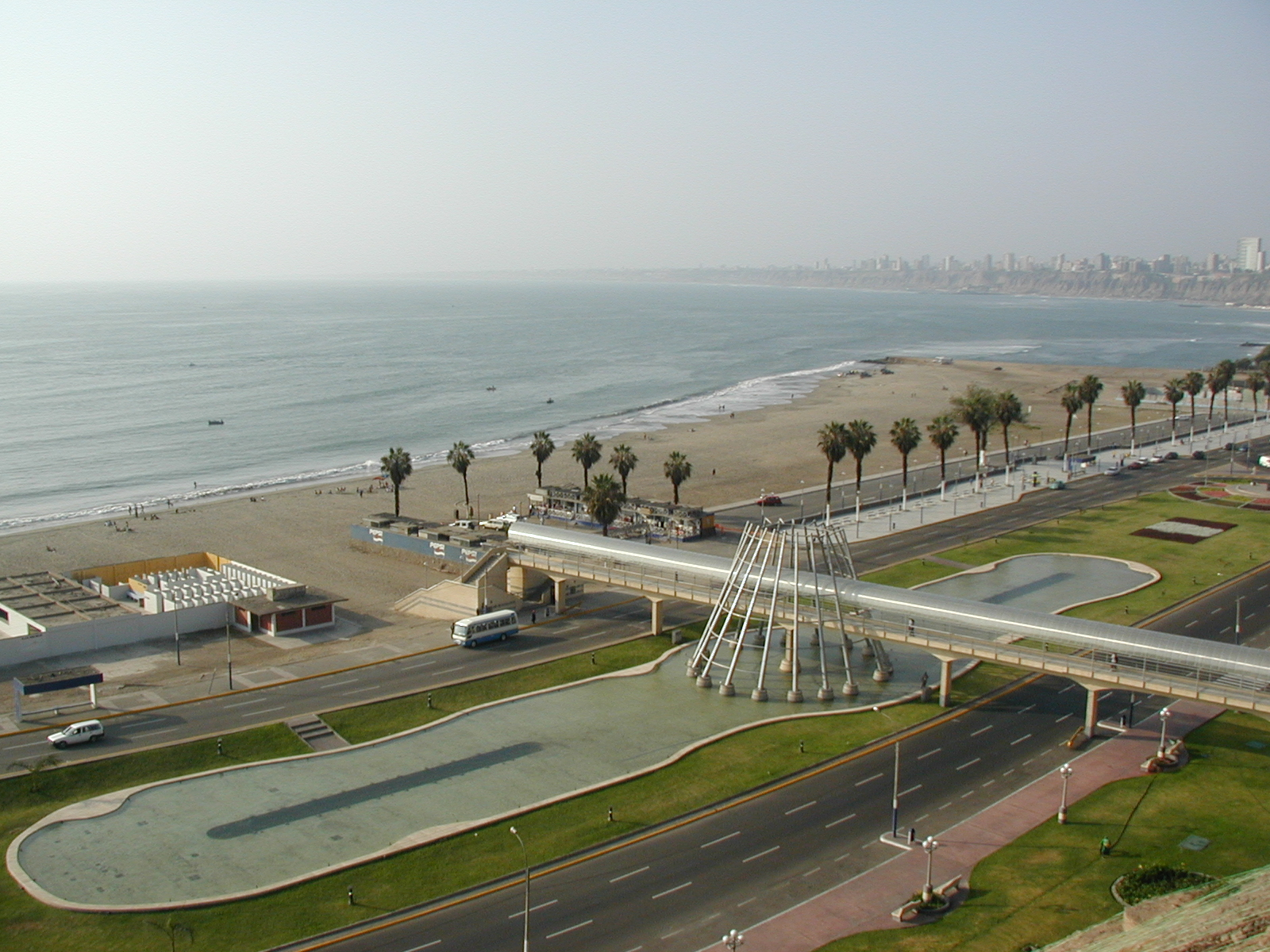
Plage d’Agua Dulce à Chorrillos (Lima), Circuito de las Playas

Aujourd’hui, Chorrillos est un district hétérogène, divisé entre 
- un "centre" au nord habité principalement par la classe moyenne, où se trouvent les traces de son passé de station balnéaire;
- à l’est, une zone de constructions nouvelles et de bidonvilles;
- au sud, "Villa", quartier formé autour de l'ancienne Hacienda du même nom, flanqué de la Réserve Naturelle des "Pantanos de Villa", est un quartier de classe moyenne, où se trouve également la Gated Community "La Encantada y Country Club de Villa", au bord du Pacifique.

À la fin du XIXe siècle et au début du XXe siècle, cette localité était considérée comme une station balnéaire de luxe. La plage de la Herradura est la plus courue avec ses restaurants où on peut déguster la gastronomie du Pérou. El Salto del Fraile (le Saut du Moine), à la Herradura, est un endroit célèbre où les vagues se jettent avec fureur sur les rochers qui s'avancent dans l'Océan.
Des barques de pêche mouillent à côté de l’estacade du Club des Régates. Entre autres oiseaux de mer, des pélicans viennent chercher leur nourriture près de l’embouchure d’un cours d’eau souterrain. Sur la corniche dominant la plage Agua Dulce, on peut remarquer d’importants hôtels particuliers de l’époque de la vice-royauté et de la république.
Il est possible de visiter le planétarium de l’observatoire astronomique, sur la colline du Morro Solar, d’où l’on a une vue panoramique sur Lima et sa baie jusqu’à La Punta (la Pointe) du port de Callao. 
Le lieu fut le théâtre de certains épisodes de la guerre contre le Chili entre 1879 et 1883, notamment la Bataille de San Juan et Chorrillos.Un mémorial domine la ville à la verticale du Salto del Fraile.
L’école Militaire de Chorrillos (EMCH), chargée de former les futurs officiers de l’Armée, a son siège à Chorrillos.
Chorrillos est le siège d’importants clubs sportifs et de loisirs de la capitale, dont le Club de Régates de Lima, fondé en 1875, et qui compte 14 000 membres, ou le luxueux golf du Country Club de Villa.